# Efekat staklene bašte
Efekat staklene bašte je proces zagrevanja planete Zemlje koji je nastao poremećajem energetske ravnoteže između količine zračenja koje Zemljina površina prima od Sunca i vraća u svemir. Deo toplotnog zračenja, koje stiže do Zemljine kore, odbija se u atmosferu i, umesto da ode u svemir, apsorbuju ga neki gasovi u atmosferi i ponovno dozračuju na Zemlju. Na ovaj način se temperatura Zemljine površine povišava. Gasovi koji najviše doprinose ovom fenomenu su ugljen-dioksid i metan.
Atmosfera Zemlje odbija deo (37-39%) energije koju Sunce direktno emituje (pojam pod nazivom albedo), dok ostatak (zračenje manjih talasnih dužina) pada na tlo i zagreva ga, a tlo potom emituje infracrvene zrake (duži talasi) koji, u normalnim okolnostima, uglavnom odlaze u svemir. Međutim ukoliko u atmosferi postoje gasovi koji upijaju ovakvo zračenje, doći će do povećanja temperature atmosfere. To se dogodilo sa atmosferom Zemlje u poslednjem veku.
Ukratko, Sunce emituje energiju raznih talasnih dužina, dobar deo toga stigne do Zemljine površine, doprinosi stvaranju i održavanju svog života na Zemlji, a deo tog zračenja potom biva emitovan u svemir i priroda je u ravnoteži. Ako nešto zadrži deo tog zračenja, ravnoteža se kvari i nastaju problemi. Ono što zadrži zračenje je poznato pod nazivom gasovi staklene bašte, a problemi koji nastaju su poznati pod nazivom globalno zagrevanje. Atmosferski gasovi prvenstveno ugljen-dioksid i vodena para, u atmosferi stvaraju efekat staklene bašte i održavaju prosečnu temperaturu na Zemlji oko 15 stepeni. Bez ovih gasova prosečna temperatura bi bila -18 stepeni.

## Efekat
Efekat nastaje na sličan način kao u stakleniku, gde Sunčevi zraci vidljivog i ultraljubičastog dela spektra prodiru kroz staklo i greju tlo ispod stakla. Tlo potom emituje infracrveno zračenje koje ne može proći kroz staklo, zadržava se unutra i tlo ostaje zagrejano. Usled toga je u staklenicima mnogo toplije nego izvan njih. Na isti način se ponaša i planeta Zemlja ukoliko postoji neka materija koja će se ponašati kao stakleni krov. Prilikom izbacivanja iz fabričkih dimnjaka i auspuha automobila, ugljenik(IV)-oksid (poznatiji kao ugljen-dioksid) i ostali štetni gasovi formiraju omotač oko Zemlje koji propušta toplotu da prodre do površine, ali ne i da se vrati u vasionu. Na ovaj način površina Zemlje postaje sve toplija i iz godine u godinu temperature su sve više.
Razlog koji dovodi do efekta staklene bašte, usled kojeg dolazi do zagrevanja površine Zemlje drugačiji je od onog u staklenoj bašti, gde do zagrevanja dolazi usled smanjene cirkulacije vazduha i mešanja zagrejanog vazduha, a ne zbog same apsorbcije Sunčevog zračenja. Ipak, ovaj pojam je široko rasprostranjen i opšte prihvaćen.

### Gasovi staklene bašte
- Vodena para (H2O)
- Ugljen-dioksid (CO2)
- Metan (CH4)
- ·  ·  (takođe i F gasovi, fluorisani ugljovodonici)
- Azotsuboksid (N2O)
- Sumpor heksafluorid (SF6)

Koncentracija ovih gasova u atmosferi (osim vodene pare) raste usled čovekovog delovanja.

## Posledice
- Porast temperature za 1,5 — 4,5 °C na 100 — 150 godina
- Topljenje polarnog leda
- Porast nivoa mora
- Povećanje isparavanja mora i, takođe, povećanje oblačnosti

Smatra se da je zbog ekstremnog povećanja temperatura živi svijet na Zemlji sve ugroženiji. Sve više izumiru razne biljne i životinjske vrste.
Mnogima može izgledati nerealno da će biti nečeg lošeg u tome što će na planeti biti malo toplije, međutim globalni porast temperature bi mnogo uticao na uslove života na našoj planeti, a možda bi čak doveo do toga da život ljudi na planeti više i ne bude moguć.

## Literatura
- Businger, Joost Alois; Fleagle, Robert Guthrie (1980). An introduction to atmospheric physics. International geophysics series (2nd изд.). San Diego: Academic. ISBN 978-0-12-260355-6.
- Henderson-Sellers Ann; Kendal, McGuffie (2005). A climate modelling primer (3rd изд.). New York: Wiley. ISBN 978-0-470-85750-2.
- Idso, S.B. (1982). Carbon dioxide : friend or foe? : an inquiry into the climatic and agricultural consequences of the rapidly rising CO2 content of Earth's atmosphere. Tempe, AZ: IBR Press. OCLC 63236418.